# 中川純男
中川 純男（なかがわ すみお、1948年9月18日 - 2010年4月9日）は、日本の哲学研究者。

## 来歴
広島県生まれ。修道高等学校を経て、1971年京都大学文学部哲学科卒、1976年同大学院文学研究科博士課程満期退学。1993年慶應義塾大学文学部教授。2002年同言語文化研究所所長、『存在と知―アウグスティヌス研究』で慶應義塾賞受賞。2008年『哲学の歴史』（共編）で毎日出版文化賞特別賞受賞。2009年慶大文学部長。
2010年4月9日、急性骨髄性白血病のため死去。

## 著書
- 存在と知 アウグスティヌス研究 創文社 2000.5

## 共編
- 西洋哲学史 古代・中世編 フィロソフィアの源流と伝統 内山勝利共編著 ミネルヴァ書房 1996.7
- 西洋精神史における言語観の諸相  慶應義塾大学言語文化研究所 2002.3
- 中世哲学を学ぶ人のために 加藤雅人共編 世界思想社 2005.9
- 哲学の歴史 第3巻（中世）神との対話 中央公論新社 2008.1
- 哲学の歴史 第1巻（古代 1）哲学誕生 内山勝利・小林道夫・松永澄夫共編 中央公論新社 2008.2
- 哲学の歴史 別巻 哲学と哲学史 中央公論新社 2008.8

## 翻訳
- 初期ストア派断片集 1 京都大学学術出版会 2000.12 (西洋古典叢書)
- 初期ストア派断片集 4・5 クリュシッポス 山口義久共訳 京都大学学術出版会 2005-2006 (西洋古典叢書)
- アウグスティヌス著作集 20/1 詩編注解 5 鎌田伊知郎・泉治典・林明弘共訳 教文館 2011.3

## 参考
- J-Global